# Glen Moray

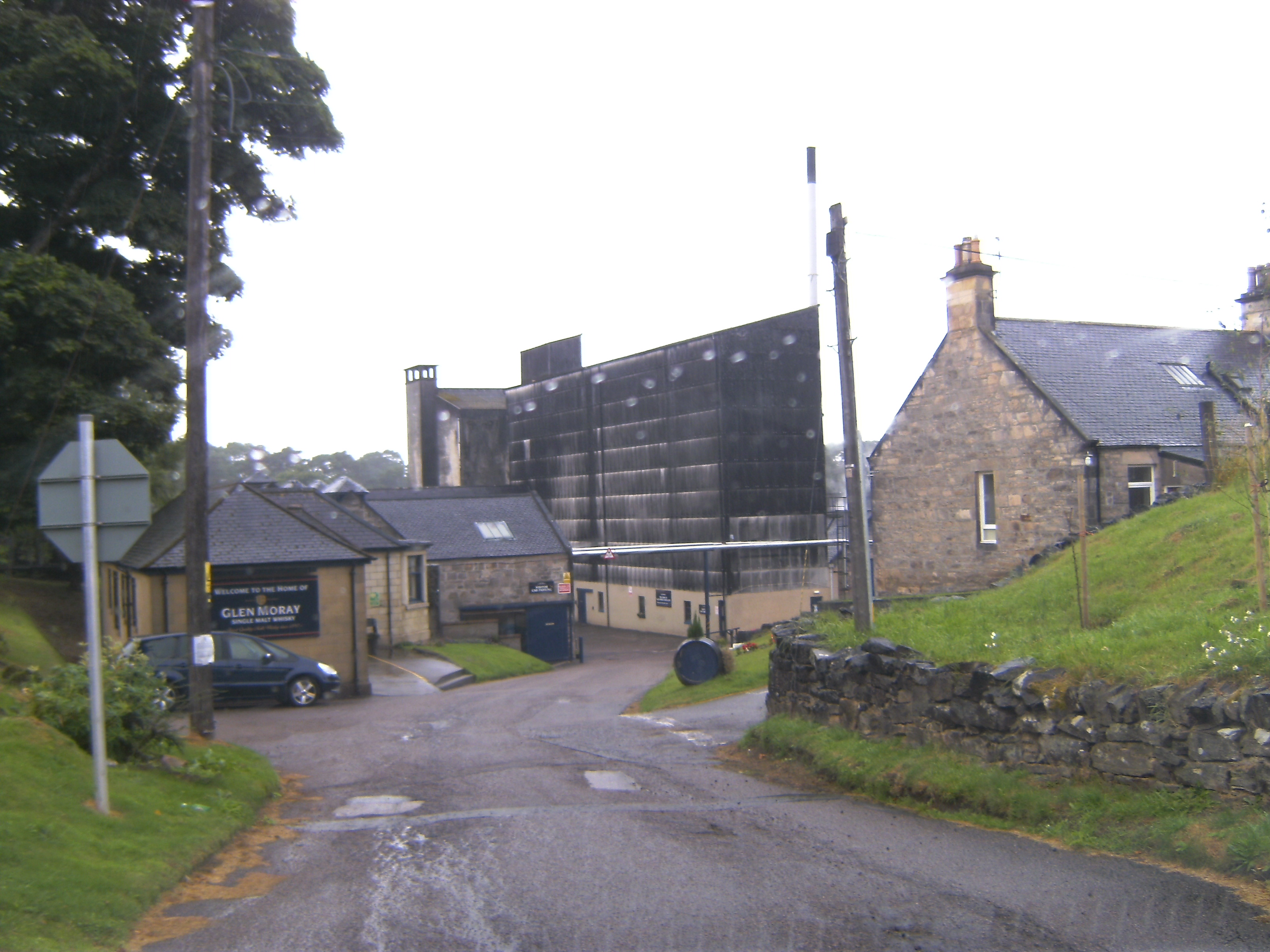
Glen Moray Distillery

Glen Moray Distillery är ett skotskt destilleri som grundades 1897.
Glen Moray Single Malt Scotch Whisky är en single malt whisky som produceras och buteljeras av Glen Moray Distillery.